# ワイドクリアビジョン
ワイドクリアビジョンとは日本における第2世代EDTV (Enhanced Definition Television) 方式 (EDTV-II) の愛称で、前の世代のクリアビジョンと同様に標準解像度のテレビ方式（SDTV、すなわち日本ではNTSC方式）と上位互換性を持たせて画質を改善する日本独自の方式である。

## 概要
ワイドクリアビジョンは日本テレビ放送網が中心となり、民放の地上アナログ放送でも、ハイビジョン (1035i) 並みの16:9ワイドプログレッシブ走査式高画質放送 (480p) を行いたいという機運が高まって生まれたものである。なお、現在のデジタルハイビジョン放送は、4Kおよび8K画質の衛星放送や地上波試験放送を除けば、プログレッシブ表示を前提とする液晶モニターが普及した現在も、データ容量の制約やBSデジタル開始時点におけるコーデックの制限内でフルハイビジョンに近い画質を追求した結果、アナログ放送やMUSEハイビジョンと同様にインターレース走査を想定した形で送信している。
通常のNTSC規格の画面の上下に無画部という黒映像部分を挿入して有効縦横比を16:9とすることによりワイド化、主画面内に水平画質、上下の無画部に垂直時間と垂直画質のそれぞれを補強する信号を追加することにより、高画質化を図った。
受信装置については、これら高画質化のどれか、もしくは縦横比の判定装置が実装されていれば対応機器とみなされた。

## 歴史
クリアビジョンの制定時にはワイド化は次の課題とされ、レターボックス方式・サイドピクチャ方式・両者の混合が試行錯誤された。そののちにレターボックス方式を採用した1995年1月23日に電気通信技術審議会による第35号答申「テレビジョン放送の画質改善技術」が行われ、同年7月13日に放送が開始された。
民放のキー局はワイドクリアビジョンを送出できるようにエンコーダ、識別装置、報道用テロップ挿入移動装置等を配備した。エンコード後の映像は業界標準のD2-VTRなどコンポジット記録のできる機器で録画が可能であり。地方局は報道用テロップ挿入移動装置等などを導入するだけで放送を行えた。
この時期新社屋を建設したTBSとフジテレビ（本社ビル名称:FCGビル）はワイドクリアビジョン対応にふさわしい設備となっている。（前者は1994年竣工、後者は1997年竣工）
日本テレビは通信衛星でデジタル圧縮したワイドクリアビジョン規格を実験放送したりしてデジタル放送においても480Pを採用する考えであったが、結局1080i（ハイビジョン）を採用した。
当初の考えでは、ハイビジョンの持つ高音質や高画質のイメージが16:9比率のワイド型テレビ受像機に対して想起されるとされ、そのため買い替え需要などの経済効果も期待された。しかしワイドクリアビジョンは普及しなかったことから放送業界からも視聴者からもS1/S2端子を残して忘れ去られ終息した。その理由としては以下のことが考えられる。
- 最終的に百数十万台しか普及しなかったアナログハイビジョンと同じく高音質や高画質や高解像度を求める需要が少なかった。
- ワイドテレビでは通常の放送は不自然に横に拡大されるだけで、従来のテレビに比べて高価であった。
- 放送局はノーマルテレビでは上下に黒幕が入ることについて視聴率やスポンサーの影響を考えなければならず、対応放送が殆どなかった。
- 放送局にはEDTV-IIへの投資より実施計画が決まりつつあった地上デジタル放送への対応のほうが急務であり、それほど熱心に普及に努めなかった。
- 視聴者にとっては対応番組が殆どないから対応テレビを買わない、放送局にとっては対応テレビの普及台数が少ないから対応放送が増やさないという悪循環に陥った。

## 技術

### 映像信号処理
順次走査方式の映像 (480p) をエンコーダへと入力し、順次走査方式360本の映像へと変換する。変換に伴って失われるはずだった垂直成分の情報をVHとして抽出する。この有効走査線本数360本の順次走査映像を飛越走査にするとともに、変換に伴って失われるはずだった垂直成分の情報をVTとして抽出する。画質を劣化させずにワイド化を行うには1.4MHz以上の追加情報が必要であるが、日本における地上波の標準テレビジョン放送は1チャンネル当たり6MHzなので周波数の高い成分を分離し、HHとして主画面内に多重化する。前述の走査線数変換・順次→飛越走査変換によって得られたVH/VTを無画部として主画面の上下に付け加え、一般のNTSC受像機で受像可能な映像信号480iとする。

#### EDTV-II識別信号
この信号を受信すると受信機は画像を拡大する。EDTV-IIであることを示す信号は22H(および285H)に重畳されている。NTSCの場合、通常の4:3テレビでもこの場所は画面表示されるが1〜21Hのほとんどが既に他の用途に使われていること、これら垂直帰線区間 (VBI) は機器によっては保存される保証が無いこと、最上部であれば大きな妨害とは見なされにくいことからこの場所に重畳することとなった。

#### 水平解像度補強信号 (HH)
主画面内の変調色信号と共役関係にある吹抜ホール部分を用いて水平解像度補強信号(HH)を重畳し、受信側でHHを基に補完することによって水平解像度の補強を図り、ワイド化に伴う水平方向の画質劣化を防いだ。

#### 垂直時間解像度補強信号 (VT)
NTSCは、飛越走査（インタレーススキャン）による表示方式を採用していた。飛越走査の場合、1フィールドあたりの走査線の本数は1フレームの半分となる。これに対し、EDTV-IIでは順次走査方式（プログレッシブスキャン）を採用している。NTSCとの互換性を保つ観点から1フィールドあたりの走査線の本数は変更できないため順次走査な素材を飛び越し走査に変換する際に失われる情報を垂直時間解像度補強信号として無画部に重畳し、受信機の側で合わせて補完することで実現した。

#### 垂直解像度補強信号 (VH)
EDTV-IIでは16:9のワイド画像を送受信することを目標とした。既存のNTSC受像機との互換性を保つため縦方向に4分の3の縮小を行った画像で送信し非対応機種でも上下に無画部の入った画像（レターボックス）として見られるようにしてあり、対応機種では識別信号により映像が拡大される。しかしこのままでは垂直方向の情報が元の4分の3に失われたままなので縮小の際に失われる情報を垂直解像度補強信号 (VH) として静止時のみ無画部に重畳し、受信機の側で合わせて補完することで垂直解像度が480本程度となるよう図った。

### 対応受信機
放送開始当初は3次元Y/C分離とまとめて処理できる水平解像度補強信号 (HH) 対応機種が多く発売され、HH、VH、VTまで全て対応した機種は高価なハイビジョンテレビなどわずかであった。結局ハイビジョンテレビではない全ての補強信号に対応したワイドテレビはただ1機種のみであった。その後はHHのみ対応した物さえ発売されなくなった。識別信号のみ今でもほぼ全てのテレビが対応している。

### 対応放送
対応放送ではCMなど通常画質とワイドクリアビジョンの間に1秒弱フェードイン・フェードアウトが入る。これは対応機種が画面サイズを切替える時間である。開始当初は、日本テレビなどが積極的で『金曜ロードショー』などで対応放送がなされていた。TOKYO MXは1995年の開局当初、当時の経営者の強い意向で東京NEWSなど、半分以上を対応放送で行っていた。しかし数年で4:3画像に戻した。アナログハイビジョンを推進していたNHKは対応放送をほとんどせず対応放送は日本テレビを除いた民放は深夜等で若干放送したのみであった。次第に対応放送は無くなり、最後まで残っていたソニー提供の『世界遺産』も『THE世界遺産』改題後は16:9サイズの放送となったため対応放送は事実上姿を消した。

## その他の技術・用語
- 補強信号（解像度向上のための補助信号）
  - 水平解像度補強信号 (HH)
  - 垂直解像度補強信号 (VH)
  - 垂直時間解像度補強信号 (VT)
- レターボックス／スクイーズ
- クリアビジョン
- ワイドテレビ受像機
- 吹抜（ふきぬき）ホール
- S1/S2端子
  - ID-1
- 制作機器の対応
  - EDTV-II識別監視装置
  - 文字スーパー移動装置、再挿入装置
  - 日本テレビが提案